# حاجز قلنديا
حاجز قلنديا (بالعبريّة: מחסום קלנדיה) هو حاجز إسرائيلي عسكري يقع قرب بلدة قلنديا جنوب رام الله في الضفّة الغربيّة، فلسطين. أقامه الجيش الإسرائيلي بعد الانتفاضة الثانية عام 2000 ليكون الحاجز الرئيسي الذي يفصل شمال الضفّة الغربيّة عن القدس، وليشكّل أحد المداخل القليلة للأخيرة من جهة الضفّة الغربيّة والتي تتحكم بحركة الفلسطينيين ضمن جدار الفصل.
تمنع إسرائيل الفلسطينيين عبور هذا الحاجز باستثناء سكان شرقي القدس وحمَلة تصاريح الدخول إلى إسرائيل، شرط إخضاعهم للتفتيش. كما يُعتَبر وفقًا لمنظمات حقوقيّة أحد أكثر الحواجز الإسرائيلية اكتظاظًا وإذلالاً من بين حوالي 100 حاجز إسرائيلي دائم في الضفة الغربيّة، حيث يَعبر منه أعداد كبيرة من فلسطينيي شمال ووسط الضفّة الغربيّة يوميًا للعمل في القدس وداخل إسرائيل، أو لأمور أخرى كالتنقّل أو العبادة، يتكدّسون لساعات في طوابير طويلة.

## تاريخ
قامت السلطات الاسرائيليّة بإنشاء حاجز قلنديا مع بدء الانتفاضة الثانية عام 2000، وذلك لفصل رام الله عن القدس. كما قامت في عام 2005 بتعزيزه، حيث تم العمل بشكله الجديد بعد أن قامت جرّافات إسرائيليّة بإغلاق الطريق القديم الواصل بين رام الله والقدس بجدار اسمنتي يصل ارتفاعه إلى ثمانية أمتار. وقد أتى هذا التعزيز بعد أن أعلنت إسرائيل عن توسيع مستوطنة معاليه أدوميم شرق مدينة القدس. تشغل الحاجز منذ ذلك الحين قوات الجيش الإسرائيلي وشركات حراسة خاصّة طيلة 24 ساعة يوميًا، ويضمّ اليوم منشآت موسّعة ويُعرّف كمعبر حدودي.

## صور

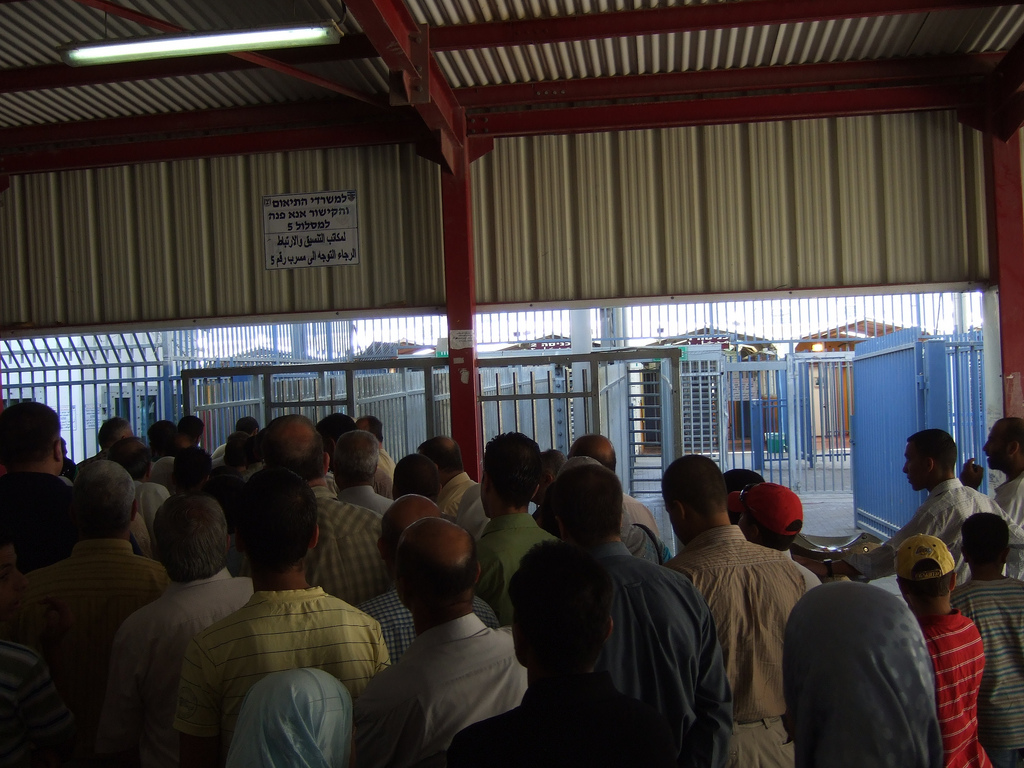
فلسطينيون متكدسون بالحاجز
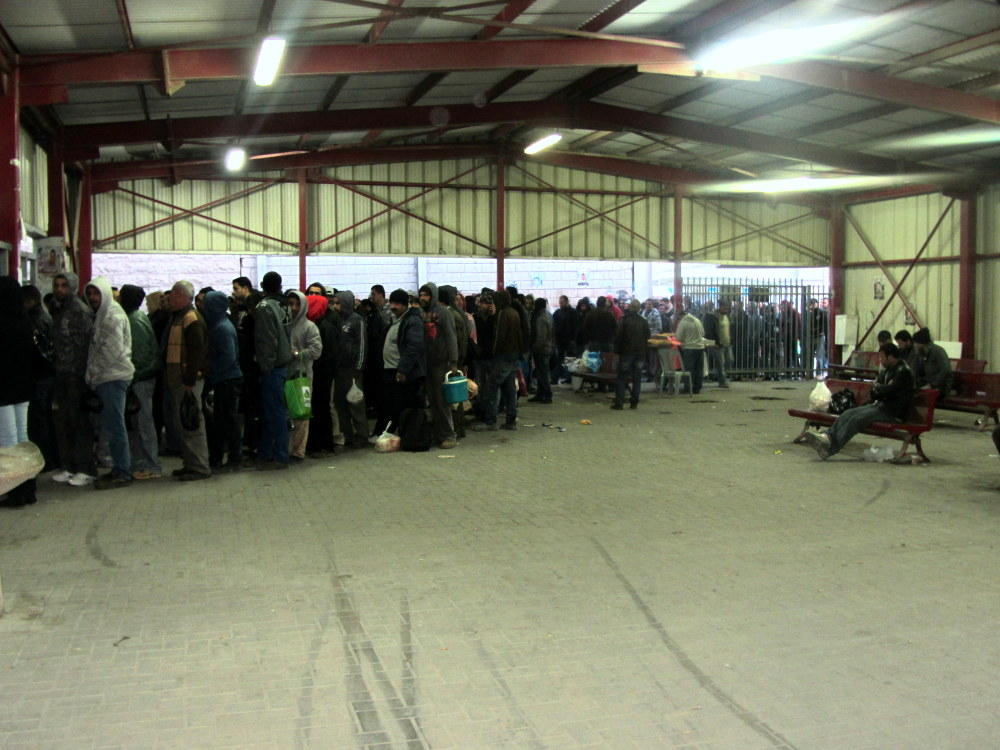
فلسطينيون متكدسون بالحاجز
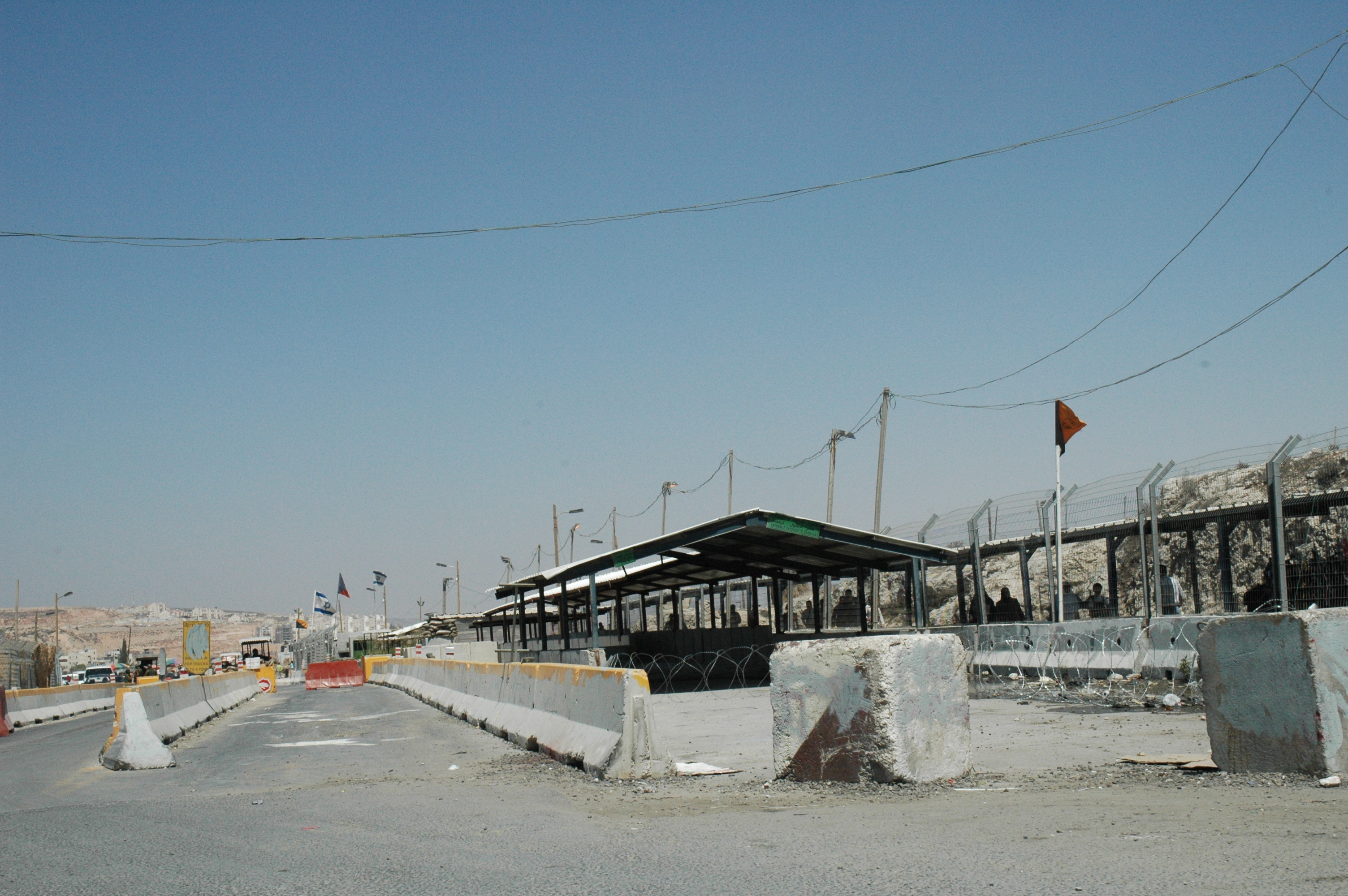
أسلاك شائكة محيطة بالحاجز

## وصلات خارجية
- الحواجز والطرق الممنوعة عن الفلسطينيين، منظمة بتسليم